# Kenneth Kent
Kenneth Kent est un acteur britannique né le 20 avril 1892 à Liverpool (Royaume-Uni), mort le 17 novembre 1963 à Londres (Royaume-Uni).

## Filmographie
- 1938 : Queer Cargo de Harold D. Schuster : Vibart
- 1939 : Luck of the Navy : Col. Suvaroff
- 1940 : At the Villa Rose : Inspector Hanaud
- 1940 : Night Train to Munich : Controller
- 1940 : Castle of Crimes : Inspector Hanaud
- 1941 : Dangerous Moonlight : Andre De Guise, the impresario
- 1946 : The Shop at Sly Corner (TV) : Descius Heiss
- 1948 : Idol of Paris : Emperor Napoleon
- 1954 : A Time to Kill : Dr. Cole